# 187 (număr)
187 (o sută optzeci și șapte) este numărul natural care urmează după 186 și precede pe 188.

## În matematică
187 este:
- un număr impar
- un număr compus
- un număr semiprim.[2][3]
- un număr deficient deoarece este mai mare decât suma alicotă σ(n) a divizorilor săi (=29=1+11+17)[4]
- Este un număr briliant.[5][6] deoarece este un produs de numere prime având același număr de cifre.
- un număr Devlali[7]
- un număr liber de pătrate (nu este divizibil cu niciun pătrat, cu excepția lui 1)[8]
- suma a trei numere prime consecutive 59 + 61 + 67
- diferența a două pătrate: 142 - 32, and 942 -932
- un număr centrat 31-gonal

Factorizarea sa este 11 x 17. Divizorii săi sunt 1, 11, 17 și 187.

## În știință

### Astronomie
- NGC 187, o galaxie spirală barată situată în constelația Balena
- 187 Lamberta, o planetă minoră, un asteroid din centura principală

## Alte domenii

### În muzică
- Trupe și artiști: 1.8.7; Unit:187; Candyman 187; C-187; Cold 187um; 187 Strassenbande; 187 Fac; 187 Lockdown
- Albume: 187 Ride By (1992, de Tweedy Bird Loc); It's On (Dr. Dre) 187um Killa (1993, de Eazy-E); 187 He Wrote (1993, de Spice 1); 187 (1998, de 187 Lockdown)

### În religie
- La 187 de ani, lui Metusala i s-a născut primul său fiu, Lameh[9]
- Manuscrisul 187 (Minuscule 187 sau ε 222), un manuscris în limba greacă pe pergament al Noului Testament[10]

### În cultura populară
- 187 sau Cod „Crimă” (One Eight Seven), film din 1997 cu Samuel L. Jackson
- 187 Shadow Lane, film din 2003 cu Tonantzin Carmelo
- 187 sau One Eight Seven, un personaj interpretat de Coolio în filmul Dracula 3000